# Adama Ndiaye
Adama Ndiaye, o Adama Amanda Ndiaye (Kinsasa, 1977) también conocida como Adama París, nombre de la marca que ha creado, es una diseñadora de moda senegalesa organizadora de diversos acontecimientos internacionales entre ellos la Black Fashion Week que se celebra en Praga, Bahía, París y Montreal desde 2010.

## Biografía
Adama Ndiaye nació en 1977 en Kinshasa. Su padre fue diplomático bajo los gobiernos de Léopold Sédar Senghor y Abdou Diouf. Pasó sus primeros años viajando hasta finalmente se asentó en Francia donde realizó sus estudios. Después de sus estudios en ciencias económicas empezó a trabajar en banca. En 2001 decidió abrir su propio negocio en Senegal. Poco después estudió moda y lanzó la marca Adama París, nombre que utilizaba su propia familia para referirse a ella, así como una plataforma de moda destinada a promover sus creaciones y las de otras estilistas.
Con el fin de presentar sus creaciones y para subsanar la falta de actividades en la moda senegalesa creó el desfile Dakar Fashion Week abierto igualmente a otros creadores. Posteriormente lanzó en 2010 la Black Fashion Week que se desarrolla en Praga, Bahía, París y Montreal.
En 2013, Adama Ndiaye lanzó su canal de televisión Fashion Africa Channel destinado a poner en valor la moda africana.
Es igualmente comentarista de moda en Canal + en la sección + de África.

## Vida privada
Vive entre Los Ángeles, París y Dakar.

## Reconocimientos
En 2015, Adama Ndiaye fue incluida en las « Top 50, mujeres más poderosas de África », por la revista semanal Jeune Afrique.